# The Loner (film)
The Loner è un film per la televisione statunitense del 1988 diretto da Abel Ferrara.

## Produzione
Il film, diretto da Abel Ferrara su una sceneggiatura di Larry Gross, fu prodotto da Aaron Spelling Productions.